# 国际稻米节

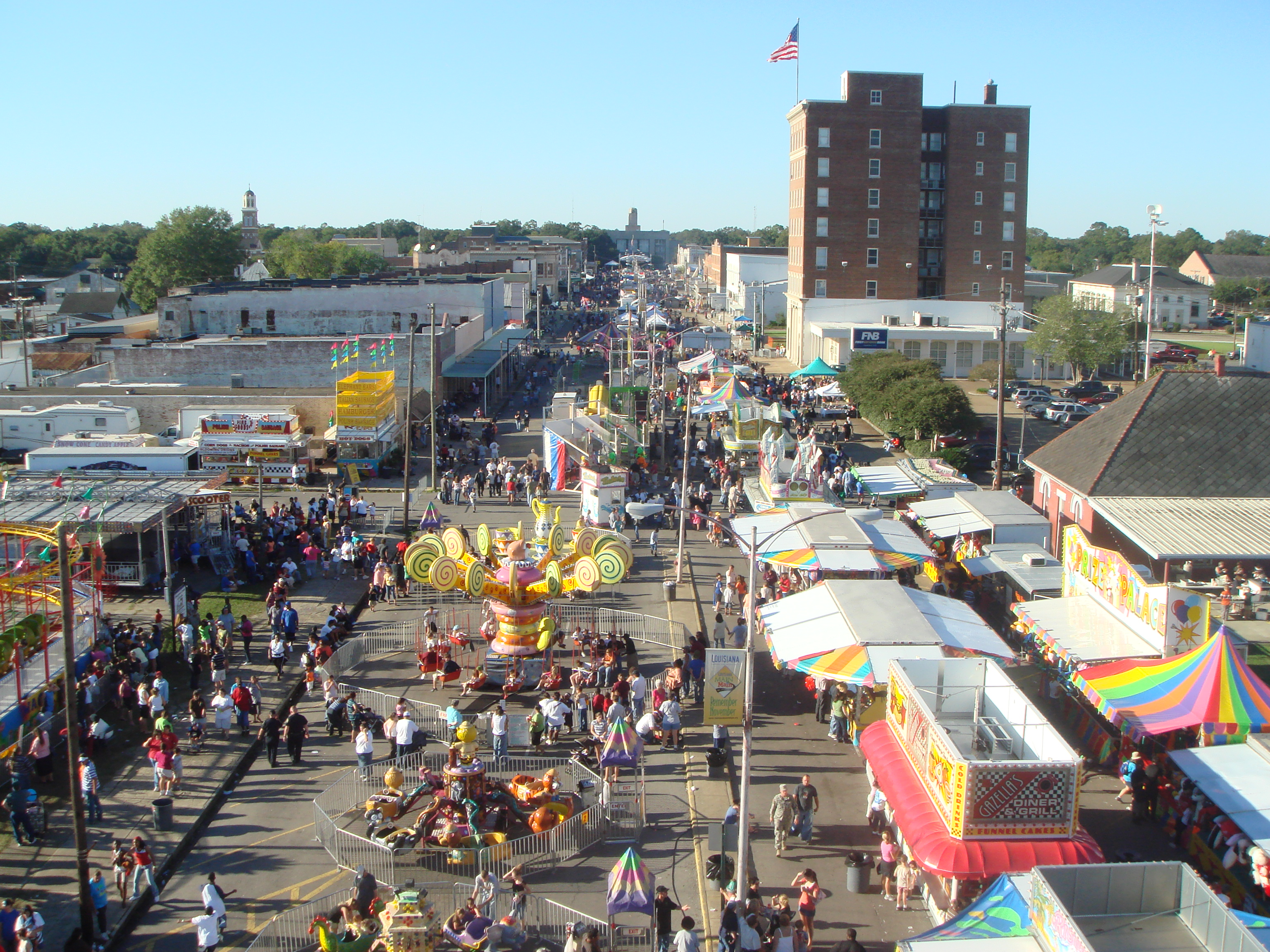
2007年10月20日庆祝国际稻米节时，克罗利市的整个主街道变成了游乐场

国际稻米节（International Rice Festival）是位于美国路易斯安那州的克罗利市一年一度庆祝稻米的节日，在每年十月的第三个周末举行。它是路易斯安那州历史最为悠久的农业节日，也是美国最大的农业节日之一。第一届稻米节举办于1937年10月5日，从那时开始，超过七百万人参与了这个年度盛会。
节日期间共有两场游行：第一场是儿童们的游行，在星期五；第二场是总游行，在星期六。同时举办的有米饭烹饪大赛、吃饭比赛、farmers' banquet和the Queens' Ball等丰富多彩的活动。在会场附近和主干道上还会有从早到晚的娱乐表演和工艺品展览。